# Tranoses
Tranoses é um gênero de traça pertencente à família Arctiidae.